# Новотроїцьке (Кізнерський район)
Новотро́їцьке (рос. Новотроицкое) — присілок в Кізнерському районі Удмуртії, Росія.
Населення становить 7 осіб (2010, 9 у 2002).
Національний склад (2002):
- росіяни — 100 %

Урбаноніми:
- вулиці — Лісова